# Démon Barbas
 (août 2025).
Motif : personnage secondaire, nombre d’apparition très limitées, pas de source
- Archive Wikiwix
- Bing
- Cairn
- DuckDuckGo
- E. Universalis
- Gallica
- Google
- G. Books
- G. News
- G. Scholar
- Persée
- Qwant
- (zh) Baidu
- (ru) Yandex
- (wd) trouver des œuvres sur Wikidata

| 1. | Préciser le motif de la pose du bandeau. | Précisez le motif de la pose du bandeau en utilisant la syntaxe suivante : {{admissibilité à vérifier\|date=août 2025\|motif=remplacez ce texte par le motif}}                    |
| 2. | Informer les utilisateurs concernés.     | Pensez à avertir le créateur de l'article, par exemple, en insérant le code ci-dessous sur sa page de discussion : {{subst:avertissement admissibilité à vérifier\|Démon Barbas}} |

Vous pouvez aider à l'améliorer ou bien discuter des problèmes sur sa page de discussion.
- Son texte doit être wikifié : il ne correspond pas à la mise en forme Wikipédia (style, typographie, liens internes, liens entre les wikis, etc.). (Marqué depuis juin 2025)
- Il n’est pas rédigé dans un style encyclopédique. (Marqué depuis juin 2025)

Barbas, le démon de la peur, est un personnage de fiction exprimé comme un ennemi majeur de la série télévisée Charmed. Il a été joué par Billy Drago. Barbas est exceptionnellement résistant et est un adversaire particulièrement diabolique, se montrant inopinément de temps en temps pour les prendre en embuscade avec des situations où il a la capacité de voir dans le cœur d'une personne (le sentiment enfoui) et il lit les pensées. Il prend un malin plaisir à mettre les gens face à leurs pires peurs et utilise celles-ci pour les mettre hors d'état de nuire ou pour les manipuler.
Il apparaît lors d'un vendredi 13 dans la saison 1 épisode 13. Son plan est de tuer 13 sorcières célibataires avant minuit ou bien il restera pris au piège en enfer. S'il réussit, on lui permettra de faire des ravages au monde, chaque jour. Prue Halliwell croit qu'elle le vainc en surmontant sa crainte et le bat vraiment. Il est de retour dans la saison 2, encore un vendredi 13. Barbas réussit d'une façon ou d'une autre à retourner dans le monde des vivants, fâché envers les sœurs pour l'avoir précédemment vaincu. Il loue les services de Bane Jessup et Mme Hellfire, deux assassins, pour tuer les sœurs à sa place. Prue repousse les balles utilisant ses pouvoirs, tuant Mme Hellfire. Bane Jessup est attrapé et finit en prison. Les sœurs battent Barbas de nouveau et le remettent dans le purgatoire. Il réapparaît dans la saison 5, il réussit à entrer dans la maison des sœurs, où il implante leurs pires craintes. Les trois sœurs et Cole sont affectés et cela cause un changement majeur au pouvoir quand les nombreux pouvoirs que Cole possédait se retrouve dans Barbas. Paige finalement crée une potion sur Barbas, le privant de ses pouvoirs volés ; Cole le vainc alors avec une boule d'énergie. C'est la première fois que Paige traite avec Barbas à la place de Prue. Barbas est de retour dans la saison 6, sortant du Purgatoire comme un avocat dans un tribunal magique, pour poursuivre la mauvaise utilisation des pouvoirs par les sœurs. À la fin, Barbas gagne et Phoebe est temporairement démise de ses pouvoirs. Barbas pense que, sans leurs pouvoirs, les sœurs seront plus faciles à tuer. Il est finalement tué une fois de plus dans la saison 7 par les sœurs mais dit qu'il reviendra car on ne se débarrasse pas de la peur. 